# Kenny Anderson
Kenny Anderson (Gorinchem, 14 februari 1992) is een Schots-Nederlands voormalig betaald voetballer die als middenvelder speelt.

## Clubcarrière
Anderson, die een Schotse vader heeft, maakte in 2011 de overstap van de RJO Willem II/RKC naar het eerste van RKC. Op 20 april 2013 maakte hij zijn debuut in het betaald voetbal in de wedstrijd tegen Heracles Almelo. Bij zijn eerste basisplaats in het elftal maakte hij zijn eerste doelpunt voor RKC op 12 mei van dat jaar tegen N.E.C.. Met RKC degradeerde hij op zondag 18 mei 2014 uit de eredivisie na een nederlaag (over twee wedstrijden) tegen SBV Excelsior in de play-offs. Op 2 februari 2015 maakte Anderson de overstap naar Heart of Midlothian, voor niet bekendgemaakt transferbedrag. In januari 2016 werd zijn contract ontbonden. Hij ging toen anderhalf jaar voor RKC Waalwijk spelen. Hierna kwam zijn profloopbaan ten einde en ging hij in december 2017 spelen als amateur bij Quick Boys. In de zomer van 2019 vertrekt hij bij Quick Boys vanwege de lange reisafstand. Hij maakt de overstap naar ASWH.